# スロベニア人の一覧
スロベニア人の一覧（スロベニアじんのいちらん）は、著名なスロベニア人を一覧化したものである。

## あ行
- アントン・アズベ - 画家。
- ヨシップ・イリチッチ - サッカー選手。
- フーゴ・ヴォルフ - 作曲家。
- プリモジュ・ウラガ - スキージャンプ選手。
- グレゴール・ウルバス - フィギュアスケート選手。
- ヤン・オブラク - サッカー選手。

## か行
- スレチコ・カタネッツ - サッカー選手、サッカー指導者。元スロベニア代表監督。
- ヤコブス・ガルス - 作曲家。
- ミラン・クーチャン - 政治家。スロベニア共和国初代大統領。
- ロベルト・クラニエッツ - スキージャンプ選手。
- マーヤ・ケウツ - 歌手。
- ティンカラ・コヴァチュ - 歌手。
- プリモジュ・コズムス - ハンマー投げ選手。2008年北京オリンピック男子ハンマー投げ金メダリスト。
- イェルネイ・コピタル - 文献学者、言語学者。
- イヴァナ・コビルツァ - 画家。

## さ行
- ズラトコ・ザホヴィッチ - サッカー選手。
- スラヴォイ・ジジェク - 哲学者。
- トマーシュ・シャラムン - 詩人、翻訳家。
- マリヤン・シャレツ - 政治家。スロベニア共和国第11代首相。
- シモン・シュピラック - 自転車競技選手。
- ウルシカ・ジョルニル - 柔道家。2012年ロンドンオリンピック柔道女子63kg級金メダリスト。
- カタリナ・スレボトニク - テニス選手。2011年ウィンブルドン選手権女子ダブルス優勝者。

## た行
- アレクサンデル・チェフェリン - 弁護士。欧州サッカー連盟第7代会長。
- テイソン - プロe-sportsプレイヤー falcon E sports所属
- イヴァン・ツァンカル - 作家。
- ボシュティアン・ツェサル - サッカー選手。
- ミロ・ツェラル - 政治家。スロベニア共和国第10代首相。
- ダニロ・テュルク - 大統領。スロベニア共和国第3代大統領。
- ゴラン・ドラギッチ - バスケットボール選手。
- メラニア・トランプ - 実業家。夫はアメリカ合衆国第45代大統領ドナルド・トランプ。
- ティナ・トルステニャク - 柔道家。2016年リオデジャネイロオリンピック女子63kg級金メダリスト。
- ヤネス・ドルノウシェク - 政治家。スロベニア共和国第2・4代首相、第2代大統領。
- ルカ・ドンチッチ - バスケットボール選手。

## な行
ネイツ・ベチェン- 指揮者、サクソフォーン奏者。

## は行
- ボルト・パホル - 政治家。スロベニア共和国第7代首相、第4代大統領。
- ブルーノ・パルマ - チェス選手。
- サミール・ハンダノヴィッチ - サッカー選手。
- ヴァルテル・ビルサ - サッカー選手。
- ヤネス・ブライコヴィッチ - 自転車競技選手。
- ヤンコ・プルンク - 歴史家。
- フランツェ・プレシェーレン - 詩人。
- ペテル・プレヴツ - スキージャンプ選手。
- ヨジェ・プレチニック - 建築家。
- プリモジュ・ペテルカ - スキージャンプ選手。
- タデイ・ポガチャル - 自転車競技選手。
- ピーター・ポドランセック - 曲技飛行パイロット。

## ま行
- ティナ・マゼ - アルペンスキー選手。2014年ソチオリンピック女子滑走、女子大回転金メダリスト。
- ハンナ・マンチーニ - 歌手。
- マテイ・モホリッチ - 自転車競技選手。

## や行
- ミマ・ヤウソベッツ - テニス選手。1977年全仏オープン女子シングルス優勝者。
- ヤネス・ヤンシャ - 政治家。スロベニア共和国第6・8代首相。

## ら行
- プリモシュ・ログリッチ - 自転車競技選手。